# Valkparkiet
De valkparkiet (Nymphicus hollandicus) is een endemische vogelsoort uit Australië. In tegenstelling tot wat de Nederlandse naam suggereert, behoort de vogel niet tot de parkieten maar tot de kaketoes.

## Kenmerken
De (in het wild voorkomende) valkparkiet is 30 tot 33 cm lang. De vogel is overwegend grijs met witte vlekken op de vleugels ("schouders"). De vogel heeft een lange staart waarvan de middelste staartpennen langer zijn dan de buitenste. Het mannetje heeft een bleekgele kop en een opvallende rechtopstaande kuif, verder een oranjerode vlek op de oorstreek ("wang"). Bij het vrouwtje is het geel en het rood wat doffer van kleur. Bij het vrouwtje is een regelmatig patroon van horizontale donkere strepen zichtbaar op de buitenste staartveren. Bij mannetjes zijn de staartveren egaal gekleurd.

## Taxonomie
De wetenschappelijke naam Nymphicus hollandicus van de valkparkiet werd in 1792 gepubliceerd door de Schotse schrijver/vertaler Robert Kerr als Psittacus hollandicus. Hierbij verwijst "hollandicus" naar Nieuw-Holland, een oude benaming voor Australië.
In 1832 werd de soort door Johann Georg Wagler in het geslacht Nymphicus geplaatst, toen nog samen met Psittacus bisetis Latham 1790, nu Eunymphicus cornutus (Gmelin, 1788). Nymphicus is inmiddels een monotypisch geslacht.
Onderzoek aan mitochondriaal DNA, gepubliceerd in 1999, heeft aangetoond dat de valkparkiet geen echte parkiet (of papegaai) is, maar een kleine kaketoe. De valkparkiet is het meest verwant met de donkergekleurde kaketoes van het geslacht Calyptorhynchus.

## Verspreiding en leefgebied
De valkparkiet komt in het wild voor in het drogere binnenland van Australië. Daar is de vogel wijd verspreid, maar ontbreekt in het uiterste noordoosten van Queensland, de oostelijke kuststreek, het zuidoosten van Australië en het uiterste zuidwesten van West-Australië. 
Het leefgebied bestaat uit half open bebost gebied, scrublands, grasland, boomaanplantingen langs waterlopen, agrarisch gebied (graan- en stoppelvelden, weiland) en langs wegen. De vogel is soms zeer talrijk, maar het voorkomen heeft een grillig (nomadisch) karakter. Uit gevangenschap ontsnapte vogels vormden verwilderde populaties in Puerto Rico.
De valkparkiet heeft een groot verspreidingsgebied en daardoor is de kans op de kwetsbaarheid voor uitsterven gering. De grootte van de wilde populatie is niet gekwantificeerd, maar er is geen aanleiding te veronderstellen dat de soort in aantal achteruit gaat. De valkparkiet staat als niet bedreigd op de Rode Lijst van de IUCN.

## Kooivogel

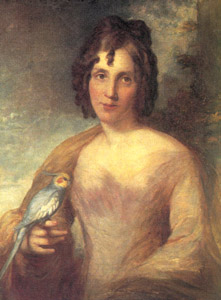
Elizabeth Gould met een valkparkiet in haar rechterhand

John Gould was de eerste die valkparkieten uitgebreid beschreef in zijn boek The birds of Australia (1839). In 1850 werden de eerste valkparkieten in gevangenschap geboren in Duitsland.
Van de valkparkiet zijn een groot aantal kleurvarianten gekweekt. Het geslachtsverschil is weinig opvallend; de mannetjes ('man') hebben een gele kop en kuif, het vrouwtje ('pop') heeft een minder gele kop, wat vooral bij onderlinge vergelijking van een paartje opvalt. Als er nog geen paartjes gevormd zijn, is het ook waar te nemen aan de staartveren (zolang er geen sprake is van een albino of lutino). Bij de pop is een regelmatig patroon van zwarte strepen zichtbaar op de buitenste staartveren. Bij mannen zijn de staartveren meestal egaal gekleurd. Kenners kunnen het eerder aan bepaalde gedragingen zien; mannetjes vertonen "macho"gedrag. Ze wegen 80 à 125 gram en zijn van kop tot staart ongeveer 34 centimeter lang. Een valkparkiet kan in gevangenschap 15 à 20 jaar oud worden.